# Mekton
Mekton – gra fabularna stworzona przez Mike'a Pondsmitha i opublikowana przez R. Talsorian Games. Osadzona we wzorowanym na Mobile Suit Gundam świecie gra była pierwszą grą fabularną stworzoną przez Pondsmitha. Mekton doczekał się trzech edycji oraz szeregu podręczników dodatkowych.